# Schwerin Hauptbahnhof
Schwerin Hauptbahnhof is een spoorwegstation in de Duitse plaats Schwerin. Het station werd in 1847 geopend. 